# Belo-Monte-Wasserkraftwerk

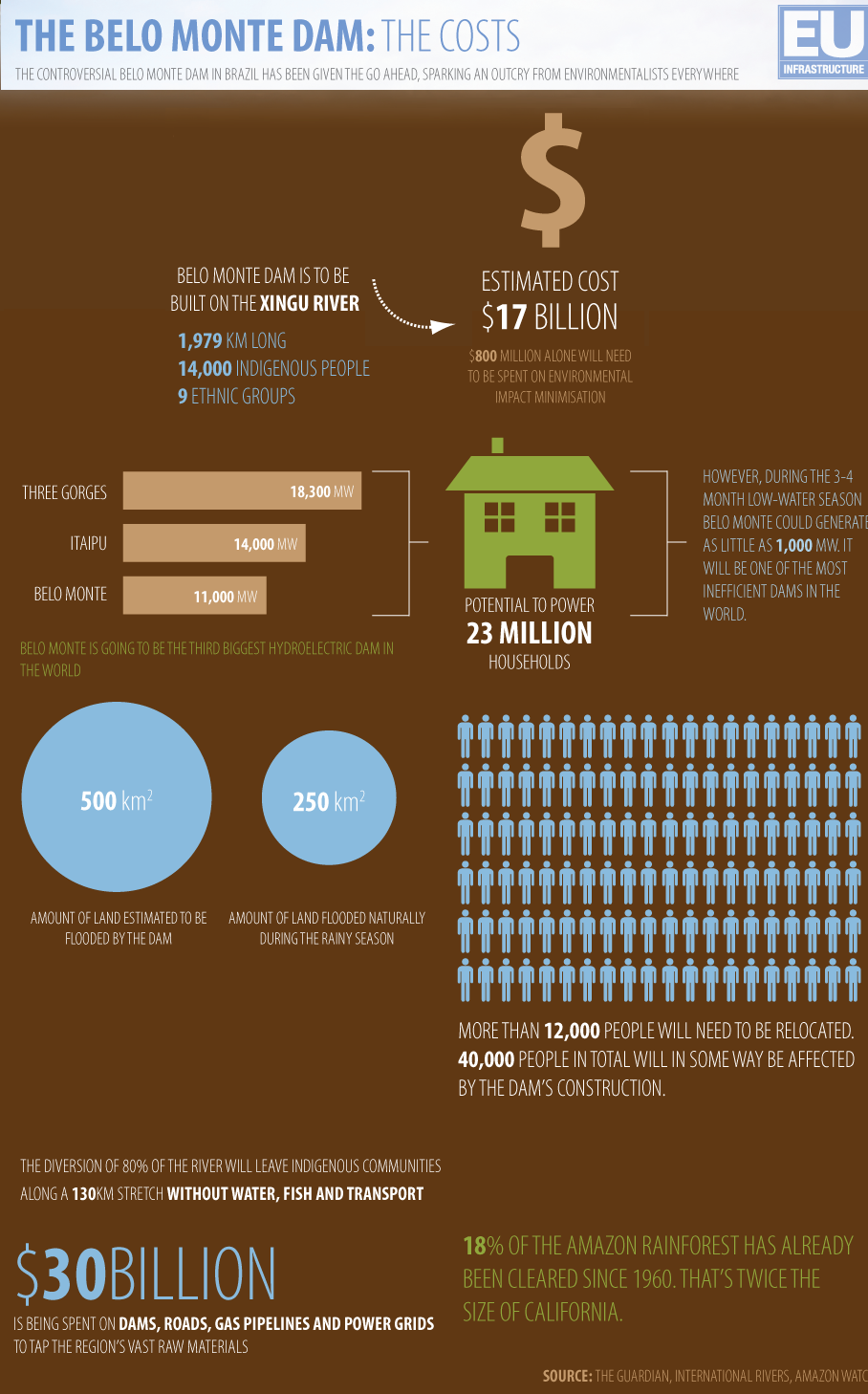

Das Wasserkraftwerk Belo Monte (portugiesisch Aproveitamento Hidrelétrica AHE‚ Hydroelektrische Nutzung) ist ein teilweise in Bau befindliches Großprojekt zur Gewinnung von elektrischer Energie aus Wasserkraft am Rio Xingu, einem bedeutsamen Seitenfluss des Amazonas in Brasilien. Es liegt 40 km stromabwärts von Altamira entfernt.
Über drei Talsperren soll der Fluss zu zwei Stauseen mit einer Fläche von zusammen etwa 516 km² aufgestaut werden, entsprechend in etwa der Größe des Bodensees, derzeit teils Ackerland und teils tropischer Regenwald Dafür müssen nach offiziellen Angaben voraussichtlich etwa 20.000 Menschen umgesiedelt werden. Staudammgegner – betroffene Indigene sowie Umweltgruppen – sprechen von bis zu 40.000 Menschen.
Das integrierte Wasserkraftwerk soll nach seiner Fertigstellung mit einer installierten Leistung von mehr als 11 Gigawatt das leistungsmäßig viertgrößte Wasserkraftwerk der Welt werden. Die Baukosten werden auf 11 Mrd. USD geschätzt.
Das Projekt wurde seit Erteilung der ersten Baugenehmigung Anfang 2011 bereits drei Mal durch gerichtliche Entscheidungen vorübergehend gestoppt, zwischenzeitlich wieder aufgenommen. Im November 2013 gab es einen neuen Baustopp.
Die ersten Turbinen wurden am 5. Mai 2016 in Anwesenheit von Präsidentin Dilma Rousseff offiziell in Betrieb genommen. Das Kraftwerk wurde im November 2019 fertiggestellt.

## Projektbeteiligte
Das Projekt AHE wird von der brasilianischen Regierung (dem Umweltministerium, dem Bergbau- und Energieministerium), der nationalen Elektroenergieagentur (ANEEL) und den beiden großen staatlichen Stromversorgungskonzernen Eletronorte und Eletrobrás vorangetrieben.
Für den Bau haben sich Betreiber und Investoren zum Konsortium Norte Energia SA zusammengeschlossen. Dem Konsortium gehören verschiedene staatliche und private Firmen sowie brasilianische Pensionsfonds an, 49,98 % der Anteile sind im Besitz von Eletrobrás.
Zu den beteiligten europäischen Firmen gehören als Zulieferer Alstom, Andritz, Voith und Siemens. Die Münchener Rückversicherungsgesellschaft Münchener Rück versichert das Projekt.

## Entwicklungsgeschichte
Seit Mitte der 1970er Jahre gab es entsprechende Pläne. Anfangs war das Projekt deutlich größer geplant; der Stausee sollte etwa 2000 km² groß werden und auch den Nebenfluss Rio Bacajá mit aufstauen. Ende der 1980er Jahre wurden die Pläne zunächst konkreter, dann wegen des Widerstandes von Umweltschützern und Indigenen aber vorerst auf Eis gelegt. Die Weltbank zog einen bereits zugesagten Kredit zunächst zurück, ist aber heute mit ihrer Tochter IFC wieder am Projekt beteiligt. Unter Lula da Silva, Staatspräsident in den Kalenderjahren 2003 bis 2010, wurde die Planung in deutlich verkleinerter Form im Rahmen des „Programms für beschleunigtes Wachstum“ (Programa de Aceleração do Crescimento – PAC) wiederaufgenommen.
Im Februar 2010 kündigte der Umweltminister von Brasilien, Carlos Minc, die kurzfristige Erteilung der umweltrechtlichen Baugenehmigung an. Der Betreiber müsse umfangreiche Auflagen erfüllen und Ausgleichs- und Entschädigungsmaßnahmen für die Eingriffe in die Natur und die Umsiedelung von Bewohnern leisten.
Im April 2010 wurde dem Konsortium Norte Energia SA der Zuschlag zur Nutzung des Wasserkraftprojektes erteilt. Am 26. August 2010 unterzeichnete Lula da Silva den Konzessionsvertrag, die Laufzeit beträgt 35 Jahre.
Am 26. Januar 2011 erteilte die brasilianische Umweltbehörde IBAMA eine partielle Baugenehmigung für den Staudamm.
Diese erstreckt sich auf erste Baumaßnahmen, inklusive der Rodung von 238 Hektar Regenwald, sowie dem Beginn von Einebnungsarbeiten und dem Bau von Zugangsstraßen und Lagerungsarealen. Ein zwischenzeitlicher Baustopp wegen der Nichteinhaltung von Umweltauflagen wurde am 3. März 2011 vom brasilianischen Bundesgericht wieder aufgehoben.
Ende September 2011 verhängte ein brasilianisches Gericht erneut einen vorläufigen Baustopp wegen der Beeinträchtigung des Fischfangs der im Einflussgebiet lebenden Ureinwohner. Bereits drei Monate später, im Dezember 2011, revidierte der gleiche Richter jedoch seinen Beschluss mit der Begründung, dass die zu erwartenden Auswirkungen des Staudamms auf die Umwelt doch nicht so gravierend seien, wie er bei seiner Verfügung des Baustopps angenommen hatte. Er räumte jedoch ein, dass eine abschließende Bewertung erst nach Fertigstellung möglich ist. Im November 2012 wurden die Bauarbeiten durch gewalttätige Arbeitskämpfe unterbrochen und seit 31. Oktober 2013 sind die Bauarbeiten durch einen erneuten Gerichtsbeschluss unterbrochen.

### Suspensão de Segurança
Mittels einer zur Zeit der Militärdiktatur installierten Rechtskonstruktion aus dem Jahr 1964, dem sogenannten „Suspensäo de Segurança“-Akt (Aussetzung aus Sicherheitsgründen), sind Gerichtsentscheidungen wegen einer „vermeintlichen Gefahr“ und bei Auftreten „schwerer Verletzungen von Ordnung, Sicherheit, Gesundheit sowie der öffentlichen Wirtschaft“, einseitig aufzuheben.

## Geographie und Bauwerke
Der geplante Stausee soll nahe der Stadt Altamira im Bundesstaat Pará entstehen. Von Altamira flussabwärts bis Vitória do Xingu zieht der Xingu eine weite Schleife von etwa 100 km Länge mit geringem Gefälle. Durch Aufstauen und mit Hilfe von zwei Kanälen soll ein künstlicher Durchbruch durch diese Schleife – quasi eine „Abkürzung“ – mit erhöhtem Gefälle entstehen. Diese Fallhöhe, 89,3 Meter, soll zur Stromerzeugung genutzt werden.
Das Kraftwerk Belo Monte liegt unmittelbar an der Nationalstraße BR-230, der Rodovia Transamazônica, die östlich des Kraftwerkes den Xingu kreuzt.
Zum Aufstauen des Xingu sollen drei Talsperren errichtet werden:

### TalsperrePimental(Xingu-Stausee)
Die Talsperre Pimental bei der Insel Pimental etwa 30 km südöstlich von Altamira (3° 24′ 3,7″ S, 51° 57′ 5,8″ W) sperrt den Hauptlauf des Xingu ab. Hierdurch wird das Flussbett bis etwa 50 km oberhalb von Altamira zum Xingu-Stausee (Reservatório Xingu) mit einer Fläche von mehr als 200 km² aufgestaut. Auch Teile der Stadt Altamira werden überflutet.
Die Staumauer Pimental ist mit etwa 6 km das mit Abstand längste der drei Staubauwerke. Sie enthält auch ein Kraftwerk, das aber mit einer installierten Leistung von nur 233 MW (9 Rohrturbinen à 25,9 MW) im Vergleich mit dem unten genannten Hauptkraftwerk vernachlässigbar klein ist.
Vom Xingu-Stausee zweigen oberhalb der Talsperre Pimental zwei Umleitungskanäle (Canais de Derivação) ab, die das Wasser des Xingu durch das hügelige Land östlich von Altamira zum zweiten großen Stausee, dem Kanal-Stausee (Reservatório dos Canais), umleiten.

### TalsperreBela Vista(Kanal-Stausee)
Die Talsperre Bela Vista, etwa auf halber Länge der Xingu-Schleife (3° 19′ 47″ S, 51° 45′ 38,6″ W), sperrt ein Seitental des Kanal-Stausees ab und sorgt so dafür, dass der Stausee nicht seitlich in das Bett des Xingu ausläuft.
Die Talsperre Bela Vista enthält keine Turbinen zur Stromerzeugung.

### Talsperre und KraftwerkBelo Monte(Kanal-Stausee)
Nahe dem kleinen Ort Belo Monte am Ufer des Xingu (3° 8′ 8,6″ S, 51° 46′ 23,1″ W) soll das Hauptkraftwerk des Projektes entstehen. Im Maschinenhaus sollen 20 Francis-Turbinen mit einer Leistung von je 550 MW installiert werden.
Das Kraftwerk wird nach seiner Fertigstellung voraussichtlich mit 11 GW das leistungsmäßig drittgrößte Kraftwerk der Welt werden, nach dem Kraftwerk am Drei-Schluchten-Damm in China mit 18,3 GW und dem Kraftwerk Itaipú an der Grenze zwischen Paraguay und Brasilien mit 14 GW. Das Kraftwerk soll etwa 11 % des brasilianischen Strombedarfes abdecken.

## Kritik

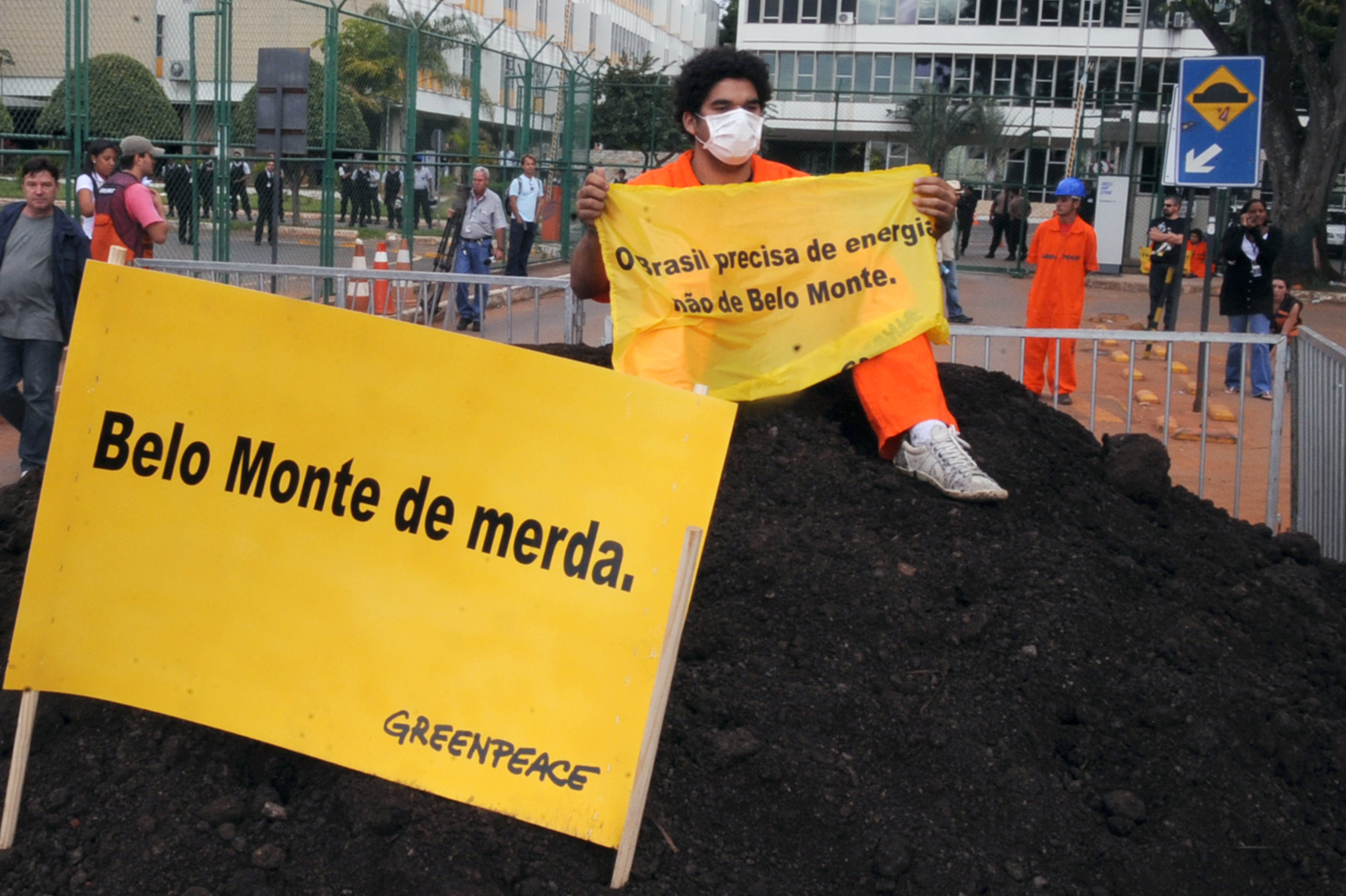
Greenpeace-Aktivisten haben eine Fuhre Mist vor der Energiebehörde Aneel abgekippt (Plakataufschrift: Belo Monte de merda „Schöner Berg aus Mist“)

Das Projekt wird seit den 1980er Jahren von massiven Protesten begleitet, die Ende der 1980er internationale Geldgeber wie die Weltbank zum Ausstieg brachten und das Projekt vorübergehend stoppten. Sting, James Cameron und andere Prominente unterstützen den Protest öffentlich. Auch steht es in der Kritik seitens bekannter Nichtregierungsorganisationen und Aktivisten für Umweltschutz, Entwicklungshilfe, Nachhaltigkeit und Menschenrechte.
Die Kritik betrifft vor allem die Auswirkungen auf Natur und Umwelt durch die Überflutung von etwa 516 km² Ackerland und wertvollem Regenwald sowie die geplante Umsiedlung von Menschen, darunter indigene Gruppen. Der gewonnene Strom diene nicht primär den Menschen in der Region, sondern vor allem der energieintensiven Montanindustrie.
Daneben wird auch die staatliche Finanzierung kritisiert und die Wirtschaftlichkeit in Frage gestellt.
Im Rahmen des Skandals Operation Lava Jato wurde ermittelt, dass für den Bau Bestechungsgelder geflossen sind.
Nach den Ermittlungen erhielten PT- und PMDB-Politiker Bestechungsgelder. Ziel der Ermittlungen war der ehemalige Minister Antônio Delfim Netto.

### Umwelt- und Naturschutz
Umweltschützer befürchten durch die Umlenkung und Aufstauung des Flusses schwerwiegende Eingriffe in das Ökosystem des Xingu, insbesondere der Fischbestände, deren Wanderung und Bestand insgesamt durch die Talsperren behindert wird. Diverse an das Leben in den Stromschnellen des Xingu angepasste Welse (u. a. Hypancistrus zebra, Hypancistrus sp. und viele mehr), rheophile Salmler, Buntbarsche und noch unerforschte Arten der Stromschnellenbereiche und anderer Lebensräume sind akut vom Aussterben bedroht. Betroffen sind hunderte Arten, viele davon endemisch.

### Verdrängung indigener Bevölkerung

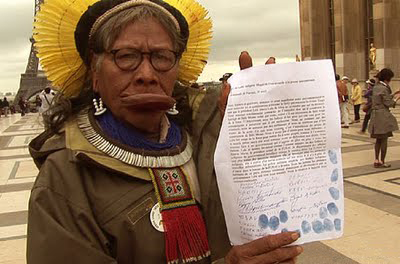
Raoni Metuktire, Führer der Kayapo, mit Petition gegen das Projekt

Nach Einschätzungen von Kritikern werden durch den Staudamm bis zu 40.000 Menschen verdrängt und das Projekt bedroht die Lebensgrundlage von Ureinwohnern aus 18 verschiedenen ethnischen Gruppen.
Wenngleich keines der Reservate der brasilianischen Indianer direkt durch Gebietsüberflutung oder von Umsiedelungen tangiert wird, sind verschiedene Stämme aus der Gruppe der Xingu-Indianer indirekt durch die Veränderung des Flusses, ihrer Lebensgrundlage, betroffen. Besonders zu nennen sind hier die Juruna, deren Stammesgebiet Paquiçamba unterhalb der Talsperre Pimental liegt, wo der Xingu nach dem Bau deutlich weniger Wasser führen wird.
Der Staudamm stellt insbesondere für die unkontaktierten Indigenen Brasiliens ein Überlebensrisiko dar, da sie wahrscheinlich nur schwache Abwehrkräfte gegen Krankheiten wie Grippe besitzen. Die Zuwanderung von Arbeitern und Siedlern in das Gebiet würde die Ansteckungsgefahr stark erhöhen. Die Indios sollen für ihre Opfer mit 1,5 Milliarden R$ (570 Mio. €) entschädigt werden. Die Glaubwürdigkeit dieser Ankündigung wird jedoch von Kritikern mit Hinweis auf nicht eingehaltene Zusagen der Vergangenheit bezweifelt.
2010 besuchte der kanadische Regisseur James Cameron die Juruna, Xipaia und Xikrin Kayapó, die sich gegen die Umsiedlung von 12.000 Bewohnern und die Zerstörung ihrer Kultur wehren. Der britische Rocksänger Sting und die US-amerikanische Schauspielerin Sigourney Weaver sind weitere prominente Künstler, die die Indigenen unterstützen. Sting hatte schon 1989 den Protest gegen das Projekt unterstützt.
Der deutsche Filmemacher Martin Keßler veröffentlichte im Jahre 2011 ein Video von 10 Minuten Länge, in dem er über den Widerstand gegen das Projekt berichtete und Interviews unter anderem mit dem Träger des alternativen Nobelpreises Bischof Dom Erwin Kräutler führte. Der Titel des Videos ist Count-Down am Xingu.
Im Januar 2011 gab die Umweltbehörde ihre Erlaubnis zum Bau des Dammes, daraufhin protestierten Anfang Februar Indigene gegen den Bau in der Hauptstadt Brasília. Am 14. August 2012 verhängte Richter Souza Prudente den Baustopp auf Antrag des Bundesstaates Pará. Das Betreiberunternehmen Norte Energía hat gegen das brasilianische Gesetz verstoßen, indem es die betroffene indigene Bevölkerung nicht vor Baubeginn konsultiert und ausreichend über die Folgen informiert hat. Viele Umweltorganisationen und Menschenrechtsaktivisten hatten gegen den Bau protestiert, unter anderem die Organisation Rettet den Regenwald e. V. Avaaz und Amazon Watch. Gegen den jetzigen Richterspruch kann das Betreiberunternehmen allerdings vor dem Obersten Gerichtshof Berufung einlegen.